# Bene (economia)
Bene, in economia, indica un oggetto disponibile in quantità limitata, reperibile e utile, cioè idoneo a soddisfare un bisogno. È limitato quando è scarso rispetto alla domanda, mentre è utile quando è idoneo a soddisfare una domanda (domanda che può non corrispondere a un bisogno).

## Beni liberi ed economici
I beni possono essere liberi se sono disponibili in natura in quantità illimitata per tutti, come l'aria o il sole. Si dicono economici quei beni ottenibili mediante l'attività umana o disponibili in quantità limitata.

## Bene meritorio
Bene meritorio, dall'inglese merit good, è un bene considerato necessario dalle logiche economiche di una nazione, ma che in realtà nel pubblico mercato non verrebbe prodotto, in quanto di difficile percezione di valore per l'utenza. Tra questi beni ci sono l'educazione, la cultura e il servizio sanitario.

## Suddivisione per utilizzo
A seconda dell'uso che se ne fa i beni si suddividono in:
- Beni strumentali o intermedi: beni utilizzati per produrre altri beni (ad esempio la farina e i tessuti);
- Beni di consumo immediato: beni che si esauriscono in un unico atto di consumo (ad esempio un caffè, una bibita, un panino);
- Beni di consumo durevole: beni che possono essere utilizzati più volte (ad esempio la tazza da cui si beve il caffè, una lavatrice, un computer);
- Beni succedanei o sostitutivi: beni che possono sostituirne un altro per soddisfare un bisogno o un impiego (ad esempio l'orzo rispetto al caffè);
- Beni complementari: beni che possono essere utilizzati contemporaneamente per soddisfare un bisogno (ad esempio la benzina e l'automobile).

## Rappresentazioni grafiche
In microeconomia la quantità di un bene viene rappresentato sia sulla curva di offerta sia su quella di domanda. I beni si possono classificare a seconda della loro variazione di quantità o a seconda della variazione del reddito a disposizione. Per calcolare la variazione percentuale di {\displaystyle Q_{1}} rispetto a {\displaystyle Q_{2}} si usa la formula della elasticità incrociata e a seconda del risultato si parla di:
- beni sostitutivi:

{\displaystyle e_{1},_{2}>0}
Due beni si dicono sostitutivi se all'un aumento del {\displaystyle P_{1}}, corrisponde una diminuzione di {\displaystyle Q_{1}} e un contemporaneo aumento di {\displaystyle Q_{2}};
- beni complementari:

{\displaystyle e_{1},_{2}<0}
Due beni si dicono complementari se all'un aumento del {\displaystyle P_{1}}, corrisponde una diminuzione di {\displaystyle Q_{1}} e una contemporanea diminuzione di {\displaystyle Q_{2}}.
Per calcolare invece la variazione percentuale di {\displaystyle Q_{1}} rispetto alla variazione percentuale di {\displaystyle R} si usa la formula della elasticità al reddito:
{\displaystyle e_{1},_{R}=(\Delta Q_{1}/Q_{1})/(\Delta R/R)}
a seconda del risultato si parla di:
- bene inferiore (beni non necessari): ceteris paribus, se aumenta il reddito, diminuisce il consumo del bene (effetto reddito positivo), con la curva di domanda inclinata negativamente

{\displaystyle e_{1},_{R}<0}
- bene normale (beni necessari): ceteris paribus, una variazione del reddito non incide sulla quantità acquistata (effetto reddito negativo), con la curva di domanda inclinata positivamente

{\displaystyle e_{1},_{R}<1};
- bene di Giffen (beni insostituibili): beni il cui consumo aumenta all'aumentare del prezzo (effetto reddito maggiore dell'effetto sostituzione), con la curva di domanda inclinata positivamente

{\displaystyle e_{1},_{R}>1}.